# Hopman Cup 2015
|                                                            |  |  |
| Winnaars voor Polen: Agnieszka Radwańska en Jerzy Janowicz |  |  |

De Hopman Cup 2015 werd gehouden van 4 tot en met 10 januari 2015 op de hardcourt-banen van de Perth Arena in de Australische stad Perth. Het was de zevenentwintigste editie van het tennistoernooi tussen landen. In dit toernooi bestaat een landenontmoeting uit drie partijen (rubbers): in het vrouwenenkelspel, mannenenkelspel en gemengd dubbelspel.
Titelverdediger Frankrijk had in eerste instantie het winnende koppel van 2014 (Alizé Cornet en Jo-Wilfried Tsonga) aangemeld. Deze laatste moest evenwel wegens een armblessure verstek laten gaan. Cornet verdedigde de Franse eer nu met Benoît Paire – dit koppel stond qua ranking op de zevende plaats van de acht deelnemende landen, en bleef steken in de groepsfase.
In de finale won het als derde geplaatste Polen van eerste reekshoofd Verenigde Staten, met 2–1. Dit was de eerste keer dat Polen de Hopman Cup won, nadat ze vorig jaar verliezend finalist waren.
De Hopman Cup van 2015 trok 95.742 toeschouwers.

## Deelnemers volgens ranglijstpositie
| Nr. | Land                | Groep | Team                                 | WTA+ATP- rang1 | Resultaat  |
| --- | ------------------- | ----- | ------------------------------------ | -------------- | ---------- |
| 1.  | Verenigde Staten    | A     | Serena Williams / John Isner         | 1+18           | finale     |
| 2.  | Italië              | A     | Flavia Pennetta / Fabio Fognini      | 12+19          | groepsfase |
| 3.  | Polen               | B     | Agnieszka Radwańska / Jerzy Janowicz | 5+43           | winnaars   |
| 4.  | Verenigd Koninkrijk | B     | Heather Watson / Andy Murray         | 50+6           | groepsfase |
| 5.  | Canada              | A     | Eugenie Bouchard / Vasek Pospisil    | 6+56           | groepsfase |
| 6.  | Australië           | B     | Casey Dellacqua / Marinko Matosevic  | 29+77          | groepsfase |
| 7.  | Frankrijk           | B     | Alizé Cornet / Benoît Paire          | 18+126         | groepsfase |
| 8.  | Tsjechië            | A     | Lucie Šafářová / Adam Pavlásek       | 15+239         | groepsfase |

1 Ranglijstpositie per 5 januari 2015

## Groepsfase

### Groep A

#### Klassement
| Pos. | Land                 | W | V | Wedstr. | Sets   |
| ---- | -------------------- | - | - | ------- | ------ |
| 1.   | Verenigde Staten (1) | 2 | 1 | 7 – 2   | 14 – 8 |
| 2.   | Canada (5)           | 2 | 1 | 5 – 4   | 11 – 8 |
| 3.   | Tsjechië (8)         | 2 | 1 | 5 – 4   | 11 – 9 |
| 4.   | Italië (2)           | 0 | 3 | 1 – 8   | 6 – 17 |

#### Canada – Tsjechië
| Vlag van Canada | Canada 1 | Perth, Australië 4 januari 2015, 10:00 hardcourt (i) | Perth, Australië 4 januari 2015, 10:00 hardcourt (i) | Perth, Australië 4 januari 2015, 10:00 hardcourt (i) | Tsjechië 2 | Vlag van Tsjechië |

|   |                                                                  |                                                                  | 1    | 2   | 3 |  |
| - | ---------------------------------------------------------------- | ---------------------------------------------------------------- | ---- | --- | - |  |
| 1 | Eugenie Bouchard Lucie Šafářová                                  | Eugenie Bouchard Lucie Šafářová                                  | 0 6  | 4 6 |   |  |
| 2 | Vasek Pospisil Adam Pavlásek                                     | Vasek Pospisil Adam Pavlásek                                     | 7 65 | 6 2 |   |  |
| 3 | Eugenie Bouchard / Vasek Pospisil Lucie Šafářová / Adam Pavlásek | Eugenie Bouchard / Vasek Pospisil Lucie Šafářová / Adam Pavlásek | 4 6  | 2 6 |   |  |

#### Italië – Verenigde Staten
| Vlag van Italië | Italië 0 | Perth, Australië 5 januari 2015, 10:00 hardcourt (i) | Perth, Australië 5 januari 2015, 10:00 hardcourt (i) | Perth, Australië 5 januari 2015, 10:00 hardcourt (i) | Verenigde Staten 3 | Vlag van Verenigde Staten |

|   |                                                              |                                                              | 1   | 2   | 3        |  |
| - | ------------------------------------------------------------ | ------------------------------------------------------------ | --- | --- | -------- |  |
| 1 | Flavia Pennetta Serena Williams                              | Flavia Pennetta Serena Williams                              | 6 0 | 3 6 | 0 6      |  |
| 2 | Fabio Fognini John Isner                                     | Fabio Fognini John Isner                                     | 7 5 | 5 7 | 64 7     |  |
| 3 | Flavia Pennetta / Fabio Fognini Serena Williams / John Isner | Flavia Pennetta / Fabio Fognini Serena Williams / John Isner | 2 6 | 6 2 | [9] [11] |  |

#### Tsjechië – Italië
| Vlag van Tsjechië | Tsjechië 3 | Perth, Australië 6 januari 2015, 10:00 hardcourt (i) | Perth, Australië 6 januari 2015, 10:00 hardcourt (i) | Perth, Australië 6 januari 2015, 10:00 hardcourt (i) | Italië 0 | Vlag van Italië |

|   |                                                                                      |                                                                                      | 1   | 2   | 3   |                  |
| - | ------------------------------------------------------------------------------------ | ------------------------------------------------------------------------------------ | --- | --- | --- | ---------------- |
| 1 | Lucie Šafářová Flavia Pennetta                                                       | Lucie Šafářová Flavia Pennetta                                                       | 7 5 | 6 3 |     |                  |
| 2 | Adam Pavlásek Fabio Fognini                                                          | Adam Pavlásek Fabio Fognini                                                          | 3 6 | 7 5 | 6 1 |                  |
| 3 | Lucie Šafářová / Adam Pavlásek Flavia Pennetta / Benjamin Mitchell (verving Fognini) | Lucie Šafářová / Adam Pavlásek Flavia Pennetta / Benjamin Mitchell (verving Fognini) | 8 6 |     |     | telt als 6-0 6-0 |

#### Canada – Verenigde Staten
| Vlag van Canada | Canada 2 | Perth, Australië 6 januari 2015, 17:30 hardcourt (i) | Perth, Australië 6 januari 2015, 17:30 hardcourt (i) | Perth, Australië 6 januari 2015, 17:30 hardcourt (i) | Verenigde Staten 1 | Vlag van Verenigde Staten |

|   |                                                                |                                                                | 1   | 2    | 3 |  |
| - | -------------------------------------------------------------- | -------------------------------------------------------------- | --- | ---- | - |  |
| 1 | Eugenie Bouchard Serena Williams                               | Eugenie Bouchard Serena Williams                               | 6 2 | 6 1  |   |  |
| 2 | Vasek Pospisil John Isner                                      | Vasek Pospisil John Isner                                      | 6 3 | 7 64 |   |  |
| 3 | Eugenie Bouchard / Vasek Pospisil Serena Williams / John Isner | Eugenie Bouchard / Vasek Pospisil Serena Williams / John Isner | 3 6 | 5 7  |   |  |

#### Canada – Italië
| Vlag van Canada | Canada 2 | Perth, Australië 8 januari 2015, 10:00 hardcourt (i) | Perth, Australië 8 januari 2015, 10:00 hardcourt (i) | Perth, Australië 8 januari 2015, 10:00 hardcourt (i) | Italië 1 | Vlag van Italië |

|   |                                                                   |                                                                   | 1   | 2   | 3        |  |
| - | ----------------------------------------------------------------- | ----------------------------------------------------------------- | --- | --- | -------- |  |
| 1 | Eugenie Bouchard Flavia Pennetta                                  | Eugenie Bouchard Flavia Pennetta                                  | 6 3 | 6 4 |          |  |
| 2 | Vasek Pospisil Fabio Fognini                                      | Vasek Pospisil Fabio Fognini                                      | 6 0 | 6 3 |          |  |
| 3 | Eugenie Bouchard / Vasek Pospisil Flavia Pennetta / Fabio Fognini | Eugenie Bouchard / Vasek Pospisil Flavia Pennetta / Fabio Fognini | 3 6 | 6 4 | [7] [10] |  |

#### Tsjechië – Verenigde Staten
| Vlag van Tsjechië | Tsjechië 0 | Perth, Australië 8 januari 2015, 17:30 hardcourt (i) | Perth, Australië 8 januari 2015, 17:30 hardcourt (i) | Perth, Australië 8 januari 2015, 17:30 hardcourt (i) | Verenigde Staten 3 | Vlag van Verenigde Staten |

|   |                                                             |                                                             | 1    | 2    | 3   |  |
| - | ----------------------------------------------------------- | ----------------------------------------------------------- | ---- | ---- | --- |  |
| 1 | Lucie Šafářová Serena Williams                              | Lucie Šafářová Serena Williams                              | 3 6  | 7 61 | 6 7 |  |
| 2 | Adam Pavlásek John Isner                                    | Adam Pavlásek John Isner                                    | 64 7 | 4 6  |     |  |
| 3 | Lucie Šafářová / Adam Pavlásek Serena Williams / John Isner | Lucie Šafářová / Adam Pavlásek Serena Williams / John Isner | 3 6  | 3 6  |     |  |

### Groep B

#### Klassement
| Pos. | Land                    | W | V | Wedstr. | Sets    |
| ---- | ----------------------- | - | - | ------- | ------- |
| 1.   | Polen (3)               | 3 | 0 | 7 – 2   | 14 – 5  |
| 2.   | Verenigd Koninkrijk (4) | 2 | 1 | 6 – 3   | 12 – 7  |
| 3.   | Frankrijk (7)           | 1 | 2 | 4 – 5   | 10 – 11 |
| 4.   | Australië (6)           | 0 | 3 | 1 – 8   | 4 – 17  |

#### Australië – Polen
| Vlag van Australië | Australië 0 | Perth, Australië 4 januari 2015, 17:30 hardcourt (i) | Perth, Australië 4 januari 2015, 17:30 hardcourt (i) | Perth, Australië 4 januari 2015, 17:30 hardcourt (i) | Polen 3 | Vlag van Polen |

|   |                                                                                          |                                                                                          | 1   | 2   | 3   |                  |
| - | ---------------------------------------------------------------------------------------- | ---------------------------------------------------------------------------------------- | --- | --- | --- | ---------------- |
| 1 | Casey Dellacqua Agnieszka Radwańska                                                      | Casey Dellacqua Agnieszka Radwańska                                                      | 2 6 | 3 6 |     |                  |
| 2 | Matthew Ebden Jerzy Janowicz                                                             | Matthew Ebden Jerzy Janowicz                                                             | 6 3 | 5 7 | 0 6 |                  |
| 3 | Casey Dellacqua / Benjamin Mitchell (verving Ebden) Agnieszka Radwańska / Jerzy Janowicz | Casey Dellacqua / Benjamin Mitchell (verving Ebden) Agnieszka Radwańska / Jerzy Janowicz | 4 8 |     |     | telt als 0-6 0-6 |

#### Verenigd Koninkrijk – Frankrijk
| Vlag van Verenigd Koninkrijk | Verenigd Koninkrijk 2 | Perth, Australië 5 januari 2015, 17:30 hardcourt (i) | Perth, Australië 5 januari 2015, 17:30 hardcourt (i) | Perth, Australië 5 januari 2015, 17:30 hardcourt (i) | Frankrijk 1 | Vlag van Frankrijk |

|   |                                                          |                                                          | 1   | 2   | 3        |  |
| - | -------------------------------------------------------- | -------------------------------------------------------- | --- | --- | -------- |  |
| 1 | Heather Watson Alizé Cornet                              | Heather Watson Alizé Cornet                              | 2 6 | 2 6 |          |  |
| 2 | Andy Murray Benoît Paire                                 | Andy Murray Benoît Paire                                 | 6 2 | 7 5 |          |  |
| 3 | Heather Watson / Andy Murray Alizé Cornet / Benoît Paire | Heather Watson / Andy Murray Alizé Cornet / Benoît Paire | 6 4 | 2 6 | [10] [8] |  |

#### Verenigd Koninkrijk – Polen
| Vlag van Verenigd Koninkrijk | Verenigd Koninkrijk 1 | Perth, Australië 7 januari 2015, 10:00 hardcourt (i) | Perth, Australië 7 januari 2015, 10:00 hardcourt (i) | Perth, Australië 7 januari 2015, 10:00 hardcourt (i) | Polen 2 | Vlag van Polen |

|   |                                                                   |                                                                   | 1   | 2   | 3 |  |
| - | ----------------------------------------------------------------- | ----------------------------------------------------------------- | --- | --- | - |  |
| 1 | Heather Watson Agnieszka Radwańska                                | Heather Watson Agnieszka Radwańska                                | 3 6 | 1 6 |   |  |
| 2 | Andy Murray Jerzy Janowicz                                        | Andy Murray Jerzy Janowicz                                        | 6 2 | 6 4 |   |  |
| 3 | Heather Watson / Andy Murray Agnieszka Radwańska / Jerzy Janowicz | Heather Watson / Andy Murray Agnieszka Radwańska / Jerzy Janowicz | 4 6 | 4 6 |   |  |

#### Australië – Frankrijk
| Vlag van Australië | Australië 1 | Perth, Australië 7 januari 2015, 17:30 hardcourt (i) | Perth, Australië 7 januari 2015, 17:30 hardcourt (i) | Perth, Australië 7 januari 2015, 17:30 hardcourt (i) | Frankrijk 2 | Vlag van Frankrijk |

|   |                                                                 |                                                                 | 1    | 2   | 3   |  |
| - | --------------------------------------------------------------- | --------------------------------------------------------------- | ---- | --- | --- |  |
| 1 | Casey Dellacqua Alizé Cornet                                    | Casey Dellacqua Alizé Cornet                                    | 6 4  | 5 7 | 1 6 |  |
| 2 | Marinko Matosevic Benoît Paire                                  | Marinko Matosevic Benoît Paire                                  | 2 6  | 6 4 | 6 2 |  |
| 3 | Casey Dellacqua / Marinko Matosevic Alizé Cornet / Benoît Paire | Casey Dellacqua / Marinko Matosevic Alizé Cornet / Benoît Paire | 63 7 | 5 7 |     |  |

#### Frankrijk – Polen
| Vlag van Frankrijk | Frankrijk 2 | Perth, Australië 9 januari 2015, 10:00 hardcourt (i) | Perth, Australië 9 januari 2015, 10:00 hardcourt (i) | Perth, Australië 9 januari 2015, 10:00 hardcourt (i) | Polen 1 | Vlag van Polen |

|   |                                                                  |                                                                  | 1   | 2   | 3   |         |
| - | ---------------------------------------------------------------- | ---------------------------------------------------------------- | --- | --- | --- | ------- |
| 1 | Alizé Cornet Agnieszka Radwańska                                 | Alizé Cornet Agnieszka Radwańska                                 | 6 4 | 2 6 | 7 5 |         |
| 2 | Benoît Paire Jerzy Janowicz                                      | Benoît Paire Jerzy Janowicz                                      | 4 6 | 6 7 |     |         |
| 3 | Alizé Cornet / Benoît Paire Agnieszka Radwańska / Jerzy Janowicz | Alizé Cornet / Benoît Paire Agnieszka Radwańska / Jerzy Janowicz | 4 6 |     |     | opgave2 |

2 Aangezien Polen na de gewonnen mannenpartij al zeker was van een plaats in de finale,
kwamen de twee teams overeen om slechts één set in het gemengd dubbelspel te spelen.

#### Australië – Verenigd Koninkrijk
| Vlag van Australië | Australië 0 | Perth, Australië 9 januari 2015, 17:30 hardcourt (i) | Perth, Australië 9 januari 2015, 17:30 hardcourt (i) | Perth, Australië 9 januari 2015, 17:30 hardcourt (i) | Verenigd Koninkrijk 3 | Vlag van Verenigd Koninkrijk |

|   |                                                                  |                                                                  | 1   | 2   | 3 |  |
| - | ---------------------------------------------------------------- | ---------------------------------------------------------------- | --- | --- | - |  |
| 1 | Casey Dellacqua Heather Watson                                   | Casey Dellacqua Heather Watson                                   | 3 6 | 4 6 |   |  |
| 2 | Marinko Matosevic Andy Murray                                    | Marinko Matosevic Andy Murray                                    | 3 6 | 2 6 |   |  |
| 3 | Casey Dellacqua / Marinko Matosevic Heather Watson / Andy Murray | Casey Dellacqua / Marinko Matosevic Heather Watson / Andy Murray | 5 7 | 1 6 |   |  |

## Finale

### Verenigde Staten – Polen
| Vlag van Verenigde Staten | Verenigde Staten 1 | Perth, Australië 10 januari 2015, 15:30 hardcourt (i) | Perth, Australië 10 januari 2015, 15:30 hardcourt (i) | Perth, Australië 10 januari 2015, 15:30 hardcourt (i) | Polen 2 | Vlag van Polen |

|   |                                                                   |                                                                   | 1     | 2    | 3   |  |
| - | ----------------------------------------------------------------- | ----------------------------------------------------------------- | ----- | ---- | --- |  |
| 1 | Serena Williams Agnieszka Radwańska                               | Serena Williams Agnieszka Radwańska                               | 4 6   | 7 63 | 1 6 |  |
| 2 | John Isner Jerzy Janowicz                                         | John Isner Jerzy Janowicz                                         | 7 610 | 6 4  |     |  |
| 3 | Serena Williams / John Isner Agnieszka Radwańska / Jerzy Janowicz | Serena Williams / John Isner Agnieszka Radwańska / Jerzy Janowicz | 5 7   | 3 6  |     |  |